# Гъбене
Гъбене е село в Северна България. То се намира в община Габрово, област Габрово.

## География
Село Гъбене се намира в Габровска община на 16 км от гр. Севлиево и на 17 км от самия град Габрово. Близо до селището са разположени две отделни негови махали – Борското и Смиловци. През селото тече р. Липа, която е десен приток на река Росица. Разстояния до някои близки села: Музга – 2 км, Дебел дял – 6 км, Камещица – 2 км, Горна Росица – 6 км, Райновци – 4 км, Враниловци – 8 км. По-голямата част от жителите на селото се занимава със селско стопанство – производство на картофи, сливи, зърнени култури, зеленчуци и животновъдна продукция. В Гъбене работи и машиностроителният завод „Металик БИСИПИ“ АД, основан през 1967 г., който произвежда стоманени отливки по метода на прецизно леене (леене по стопяеми восъчни модели), отливки от чугун и стомана в пясъчни форми и алуминиеви отливки под високо налягане, предназначени за текстилната, автомобилната и отбранителната промишленост, резервни части за селскостопански машини и др.

## История
Село Гъбене има дълга и богата история. През българското Възраждане в селото кипи усилена просветна, културна и революционна дейност. В периода 1800 – 1810 г. е построена църквата „Света Троица“, която е една от най-старите църкви, запазили се и до днес в Габровска област. По това време основната част от поминъка на населението са били земеделието и скотовъдството, за което свидетелстват много турски документи от онова време. От османския документ „тефтер“ за данъка десятък върху произведения през периода 1871 – 1872 тютюн разбираме, че гъбенските производители са платили като данък 40 оки тютюн, т.е. за този период в Гъбене били произведени около 400 оки тютюн. В навечерието на Априлското въстание в селището имало около 1200 сгради, от които 1126 къщи – 120 български и останалите турски. Освен къщи в селото имало много хамбари, плевни, дюкяни, две църкви и др.
По време на Априлското въстание селото въстава и е частично опожарено и разграбено от фанатизираните орди башибозуци. Арестуваните гъбенски опълченци, Колю Стоев, Минчо Ханчев, Смил Ханчев, Симеон Петров и др., били откарани в Севлиево на 9 и 10 май 1876 г. По данни от книжата на Кралското външно министерство във Виена от 1878 г. в селото били опожарени 79 къщи, 2 дюкяна, 2 църкви и др. Били убити 18 мъже, 2 жени и неизвестен брой деца. От посочените 20 жертви днес е известен само Руси Ганчев, загинал между селата Драгиевци и Яворец. Били ограбени 270 къщи, 442 семейства, 2552 лица. Голяма част от добитъка на населението бил загубен – 339 говеда и коне, 1546 овце и кози и др. Било разграбено голямо количество зърнени храни и други земеделски култури. След жестокото потушаване на въстанието в Гъбене бил открит пункт за раздаване на помощи на пострадалото население, създаден от чуждестранни мисионери.
След Освобождението основният поминък на гъбенци остават земеделието и скотовъдството, но има и занаятчии, хора на обществени длъжности и др. По късно много млади хора заминават за Габрово, където в началото на 20 век се строят много нови фабрики. Но урбанизацията не засяга така силно селото, както в периода след 9 септември 1944 г. Насилственото одържавяване на земя и добитък, безработицата, ниското заплащане и други фактори, както и процесът на стопанско възстановяване и създаването на нови предприятия в градовете кара мнозина гъбенци да потърсят работа там. В края на 40-те години в селото е построено новото училище „Паисий Хилендарски“, което преди закриването си през 1996 г. приема деца от селата Гъбене, Дебел дял, Музга и Камещица, от махалите Борското и Смиловци. През 70-те години на 20. век е построена новата сграда на общината, намираща се на централния площад на Гъбене. Днес в нея се помещават кметската канцелария, пощенския клон и местната Потребителна кооперация „Надежда“, която има 100-годишна история.

## Население
Преброяване на населението през 2011 г.
Численост и дял на етническите групи според преброяването на населението през 2011 г.:
|                     | Численост | Дял (в %) |
| Общо                | 265       | 100,00    |
| Българи             | 256       | 96,90     |
| Турци               | 0         | 0,00      |
| Цигани              | 0         | 0,00      |
| Други               | 0         | 0,00      |
| Не се самоопределят | 0         | 0,00      |
| Неотговорили        | 4         | 1,50      |

## Редовни събития
- Съборът на село Гъбене се провежда всяка година на Петдесетница през месец юни.

## Други
- Снимки от Гъбене
- Изглед към село Гъбене
- Река Гъбенска
- Паметник на загиналите във войните гъбенци
- Старата сграда на общината в село Гъбене